# Handball Emmeti
L'Handball Emmeti è una società di pallamano, con sede nella città di Camisano Vicentino (VI).
La sezione maschile disputa le proprie gare interne al Palasport sito in via Stadio a  Camisano Vicentino.

## Storia
L'Handball Emmeti nasce nel 2009, dalla fusione del G.S.P. Mestrino e U.S. Torri di Quartesolo.

Dopo due stagioni passate in serie A1, a seguito della riforma del campionato varata dalla FIGH, nel 2012 partecipa per la prima volta nella sua storia alla Serie A - 1ª Divisione Nazionale, la prima serie nazionale, retrocedendo la stessa stagione.
Nel 2013 viene sciolta la fusione con la società U.S. Torri di Quartesolo.
Dal 2019 viene attuata la fusione con la società A.S.D. Pallamano Camisano Vicentino.
Al termine della stagione 2022-23, la fusione con Camisano si scioglie e l'Emmeti continua a livello giovanile.

## Palasport
L'Handball Emmeti disputa le proprie gare casalinghe presso il Palasport di via Stadio di Camisano Vicentino.

L'impianto è sito in via Stadio 1 ed ha una capienza di circa 500 spettatori.

## Rosa 2022-2023

### Giocatori
| N° | Naz.               | Ruolo | Sportivo           | Anno |  |  |
| -- | ------------------ | ----- | ------------------ | ---- |  |  |
| 1  | Italia (bandiera)  | P     | Daniel Scanferla   | 1995 |  |  |
| 12 | Serbia (bandiera)  | P     | Stefan Manojlović  | 1992 |  |  |
| 16 | Italia (bandiera)  | P     | Sebastiano Tonello | 2005 |  |  |
| 26 | Italia (bandiera)  | PV    | Nicola Marchesin   | 2007 |  |  |
| 3  | Italia (bandiera)  | A     | Leonardo Piazzon   | 2000 |  |  |
| 4  | Italia (bandiera)  | T     | William Casarotto  | 2002 |  |  |
| 6  | Italia (bandiera)  | A     | Luca Fanin         | 1991 |  |  |
| 8  | Italia (bandiera)  | T     | Davide Stefanelli  | 1997 |  |  |
| 9  | Italia (bandiera)  | T     | Leonardo Rossi     | 1997 |  |  |
| 10 | Italia (bandiera)  | A     | Daniel Azzolin     | 2001 |  |  |
| 14 | Italia (bandiera)  | A     | Andrea Sicher      | 2001 |  |  |
| 17 | Italia (bandiera)  | A     | Stefano Giuriato   | 2001 |  |  |
| 22 | Italia (bandiera)  | T     | Davide Cappellari  | 1993 |  |  |
| 23 | Italia (bandiera)  | PV    | Giosuè Maran       | 2005 |  |  |
| 24 | Italia (bandiera)  | T     | Alberto Lollo      | 2001 |  |  |
| 35 | Italia (bandiera)  | PV    | Davide Coccimiglio | 2001 |  |  |
| 77 | Serbia (bandiera)  | T     | Aleksa Boraković   | 2005 |  |  |
| 88 | Ucraina (bandiera) | T     | Stanislav Petryčko | 1988 |  |  |

### Staff
- Allenatore:  Dragan Rajić